# Viticoltura in Turchia
La viticoltura in Turchia ha una tradizione millenaria che affonda le radici nelle antiche civiltà anatoliche, come gli Ittiti che già 7.000 anni fa coltivavano la vite e producevano vino. Situata in una delle culle della viticoltura mondiale, la Turchia possiede una straordinaria biodiversità ampelografica con oltre 1.200 varietà di uva di cui circa 35 vengono utilizzate per la produzione vinicola.
Nonostante un lungo periodo di declino durante l'Impero Ottomano a causa delle restrizioni religiose sull'alcol, la produzione vinicola è sopravvissuta grazie alle comunità cristiane e, con la fondazione della Repubblica Turca nel 1923, ha conosciuto una graduale ripresa.
Oggi la Turchia è tra i maggiori produttori mondiali di uva con circa 4 milioni di tonnellate all'anno anche se solo una piccola parte viene destinata alla vinificazione. Il settore vitivinicolo turco sta vivendo una rinascita grazie a un crescente interesse per i vitigni autoctoni e a investimenti in tecniche moderne di vinificazione che stanno portando i vini turchi a ottenere riconoscimenti internazionali.

## Storia
La viticoltura in Turchia ha origini antichissime risalenti a oltre 7.000 anni fa. Le prime testimonianze della coltivazione della vite e della produzione vinicola sono attribuite agli Ittiti che svilupparono tecniche avanzate nella regione dell'Anatolia. Successivamente, civiltà come i Frigi, i Greci e i Romani favorirono l'evoluzione del settore vitivinicolo introducendo nuove tecniche di coltivazione e vinificazione.
Durante il periodo bizantino il vino acquisì una valenza religiosa e culturale con i monasteri che divennero centri di produzione vitivinicola. Con l'ascesa dell'Impero Ottomano, nonostante le restrizioni religiose legate all'Islam, la viticoltura proseguì con una produzione destinata principalmente alle comunità cristiane e alla produzione di vini dolci e fortificati.
Nel XX secolo, con la fondazione della Repubblica Turca, il settore vinicolo conobbe una rinascita grazie agli investimenti statali e alla sperimentazione con vitigni autoctoni e internazionali.

## Clima
La Turchia presenta una grande varietà di climi e suoli, fattori che influenzano positivamente la viticoltura. Le regioni vinicole si sviluppano in aree con climi diversi come quello mediterraneo, continentale e marittimo, con estati calde e secche e inverni miti, ideali per la maturazione delle uve.

## Regioni vitivinicole

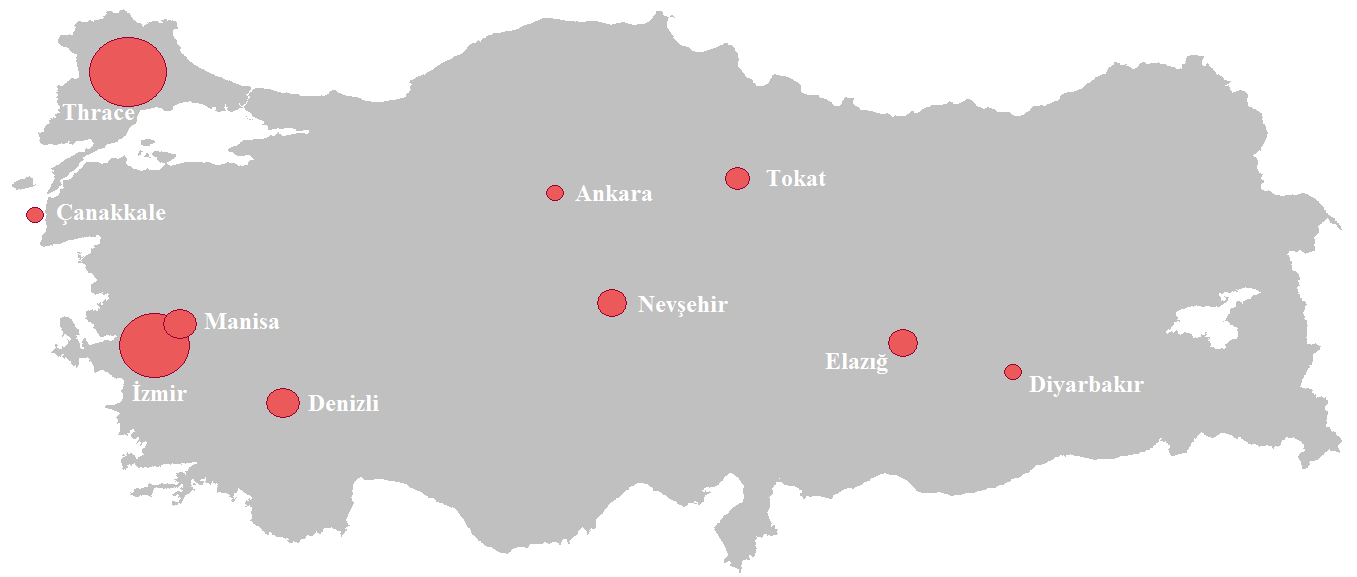
Zone di produzione vitivinicola in Turchia.

Le principali aree vinicole della Turchia sono:
- Tracia, situata nella parte europea del Paese e nota per la produzione di vini rossi strutturati e bianchi freschi[1].

- Anatolia Centrale, che comprende la Cappadocia, famosa per i suoi suoli vulcanici e per i vitigni autoctoni come Emir e Kalecik Karasi[9].

- Regione dell'Egeo, area occidentale della Turchia che beneficia di un clima mediterraneo ed è ricca di varietà di uve internazionali e locali[10].

- Mar Nero, caratterizzata da un clima più umido ideale per la produzione di vini freschi e aromatici[11].

## Vitigni
La Turchia è uno dei paesi con la maggiore biodiversità viticola al mondo con oltre 1.200 varietà di uva di cui circa 35 sono utilizzate per la produzione di vino. Tra queste i vitigni autoctoni rappresentano un patrimonio unico e stanno attirando sempre più interesse da parte dei produttori e dei mercati internazionali.

### Vitigni a bacca rossa
I vitigni rossi turchi si distinguono per la loro capacità di produrre vini strutturati, aromatici e spesso adatti all'invecchiamento.
- Öküzgözü: originario dell’Anatolia orientale, è uno dei vitigni più rinomati della Turchia. Il nome significa "occhio di bue", per la grandezza degli acini. Produce vini fruttati, con acidità vivace e tannini morbidi, caratterizzati da aromi di ciliegia, lampone, fragola e spezie[6].

- Boğazkere: coltivato principalmente nella zona di Diyarbakır, è un vitigno molto tannico che produce vini intensi e strutturati, con sentori di frutti neri, spezie, tabacco e cioccolato. Spesso viene assemblato con Öküzgözü per bilanciare la durezza tannica con maggiore freschezza e fruttuosità[8].

- Kalecik Karasi: originario della zona di Ankara, questo vitigno è noto per la sua finezza ed eleganza. Produce vini morbidi e profumati con note di fragola, ciliegia, spezie dolci e fiori. È spesso paragonato al Pinot nero per la sua struttura delicata e la buona acidità[1].

- Karasakız: coltivato prevalentemente nella zona di Çanakkale e sulle isole egee, questo vitigno produce vini leggeri ed eleganti, con aromi di frutti rossi, spezie e leggere note terrose[12].

- Karalahna: Vitigno tipico del distretto di Tenedo, è usato sia in purezza che in blend. I vini ottenuti sono speziati con una buona acidità e tannini morbidi[9].

### Vitigni a bacca bianca
I vitigni bianchi della Turchia sono apprezzati per la loro freschezza e mineralità, caratteristiche legate alle condizioni climatiche delle regioni montuose e costiere.
- Emir: coltivato prevalentemente in Cappadocia, è un vitigno che predilige i suoli vulcanici. I vini prodotti con Emir sono freschi, minerali e caratterizzati da note di agrumi, mela verde e fiori bianchi. Viene spesso paragonato al Sauvignon Blanc per la sua acidità vibrante[13].

- Narince: originario della regione del Mar Nero, è uno dei vitigni bianchi più importanti della Turchia. I vini ottenuti hanno aromi di agrumi, mela gialla, pera e fiori bianchi. Ha un buon potenziale di invecchiamento e può essere affinato in legno, sviluppando note di miele e nocciole[12].

- Sultaniye: questo vitigno è utilizzato principalmente per la produzione di vini bianchi freschi e aromatici, spesso destinati al consumo immediato. È anche impiegato per la produzione di uve da tavola e uva passa[5].

- Hasandede: un vitigno raro, coltivato in Anatolia centrale. I vini ottenuti hanno un profilo aromatico complesso, con note di miele, albicocca e spezie. È spesso utilizzato per la produzione di vini dolci[4].

### Vitigni internazionali
Oltre ai vitigni autoctoni, in Turchia vengono coltivate anche varietà internazionali soprattutto nelle regioni più moderne e orientate all’export. Tra i più diffusi:
- Cabernet Sauvignon, usato spesso in blend con vitigni autoctoni per dare struttura ai vini.

- Merlot, apprezzato per la sua morbidezza e versatilità.

- Syrah, per la produzione di vini ricchi e speziati, particolarmente adatti alle regioni calde.

- Chardonnay, vinificato sia in acciaio che in legno, con risultati di alta qualità.

- Sauvignon Blanc, usato per la produzione di vini bianchi freschi e aromatici.

## Vini
La Turchia produce un'ampia gamma di vini sia da vitigni autoctoni che internazionali. Il paese è noto per i suoi vini rossi strutturati, i bianchi freschi e minerali e alcuni vini dolci e fortificati. Negli ultimi anni i produttori turchi stanno investendo in tecniche moderne per migliorare la qualità e valorizzare le varietà autoctone ottenendo un crescente riconoscimento a livello internazionale.
Negli ultimi anni la viticoltura turca ha puntato sempre più sulla valorizzazione delle varietà autoctone con un crescente interesse da parte dei produttori locali e internazionali. Le aziende stanno investendo in tecniche di vinificazione moderne, come la fermentazione in anfore di terracotta e l'affinamento in legno di rovere, per esaltare le caratteristiche uniche di questi vitigni.
Grazie a questi sforzi la Turchia sta guadagnando un posto di rilievo nel panorama vinicolo internazionale portando alla luce il grande potenziale delle sue uve autoctone e delle sue tradizioni secolari.

### Vini rossi
I vini rossi turchi sono tra i più rappresentativi del paese e si distinguono per la loro struttura, complessità aromatica e capacità di invecchiamento.

### Vini bianchi
I vini bianchi turchi si distinguono per la loro freschezza e mineralità, grazie alle condizioni climatiche favorevoli delle regioni montuose e costiere.

### Vini dolci e fortificati
La Turchia ha una lunga tradizione nella produzione di vini dolci, spesso derivati da uve appassite o da vendemmie tardive.
- Vini da uve appassite: le uve vengono lasciate essiccare al sole per concentrare gli zuccheri creando vini dolci intensi e aromatici. La regione dell’Egeo è particolarmente nota per questi vini[12].

- Vini liquorosi: alcuni produttori stanno sperimentando vini fortificati simili a Porto o Sherry, utilizzando varietà autoctone come Boğazkere e Karalahna[7].

## Normative
La viticoltura in Turchia è regolata da una serie di normative che influenzano la produzione, la distribuzione e il consumo del vino. Queste leggi sono state progressivamente modificate per adeguarsi agli standard internazionali pur mantenendo alcune restrizioni dovute alla politica interna e alle regolamentazioni sull’alcol.

### Regolamentazione della produzione vinicola
La produzione di vino in Turchia è soggetta a controlli governativi piuttosto rigidi. Le principali normative riguardano:
- Licenze di produzione, implica che i produttori devono ottenere una licenza speciale dal Ministero dell'Agricoltura e delle Foreste per coltivare uve destinate alla vinificazione e per produrre vino. Questa licenza è rilasciata solo a coloro che rispettano le normative sanitarie e di sicurezza alimentare[14].

- Classificazione delle uve, visto che non tutte le varietà di uva possono essere utilizzate per la vinificazione commerciale. Alcune regioni hanno regolamenti specifici sui vitigni consentiti per la produzione di vino a denominazione geografica[2].

- Norme igienico-sanitarie, che i produttori devono seguire standard rigorosi per la vinificazione, l’imbottigliamento e la conservazione del vino, secondo le linee guida stabilite dall'Autorità turca per la sicurezza alimentare[8].

### Tassazione e accise sul vino
Il governo turco applica una tassazione elevata sui prodotti alcolici, compreso il vino. Le imposte includono:
- ÖTV (Özel Tüketim Vergisi), l’"Imposta Speciale sui Consumi" che è una delle più alte d'Europa e incide notevolmente sul prezzo finale del vino[4].

- IVA (KDV - Katma Değer Vergisi), che sui vini è attualmente del 18%, ma può variare a seconda delle modifiche fiscali[1].

L’alta tassazione rende il vino turco poco competitivo nel mercato interno e contribuisce alla diffusione del mercato nero e delle produzioni clandestine, un problema che il governo sta cercando di contrastare con controlli più severi.

### Restrizioni sulla vendita e pubblicità
Dal 2013 il governo turco ha introdotto una delle legislazioni più restrittive in materia di alcol in Europa. Le principali misure includono:
- Divieto di pubblicità, dove è vietata qualsiasi forma di pubblicità e sponsorizzazione legata ai prodotti alcolici, compresi gli eventi promozionali[2].

- Divieto di vendita notturna, che prevede che la vendita di alcol è vietata tra le 22:00 e le 06:00 nei negozi al dettaglio[1].

- Limitazioni nei punti vendita, nei supermercati e i negozi non possono esporre il vino in vetrina o vicino ai prodotti non alcolici, riducendo la visibilità dei prodotti vinicoli[4].

Queste restrizioni hanno avuto un impatto significativo sulle vendite interne di vino e hanno spinto molte aziende vinicole a orientarsi verso l’export.

### Denominazioni di origine e indicazioni geografiche
Sebbene la Turchia non abbia un sistema di DOC o AOC simile a quello europeo, esistono alcune certificazioni regionali per garantire la qualità e l'origine dei vini. Il concetto di "Indicazione Geografica Protetta" (IGP) è stato introdotto per alcune regioni vinicole, come la Cappadocia, l’Egeo e l’Anatolia orientale.
Il governo sta lavorando per migliorare il riconoscimento internazionale delle sue denominazioni, con l'obiettivo di ottenere certificazioni europee e internazionali per i suoi vini più prestigiosi.